# 森山孝臣
森山 孝臣（もりやま たかおみ、1964年5月30日 - ）は、神奈川県出身の日本の柔道家。71kg級の選手。身長172cm。

## 人物
東海大相模高校2年の時にインターハイ団体戦で優勝を飾った。3年の時には高校選手権の団体戦決勝で旭川龍谷高校に敗れて2位だった。
東海大学1年と2年の時に新人体重別71kg級で3位になった。3年の時には正力杯で3位となった。
1987年に神奈川県警の所属となると、1989年の講道館杯では3位だった。1990年の講道館杯では決勝で世界チャンピオンである日体大大学院の古賀稔彦に袖釣込腰の技ありで敗れた。体重別では3位だった。1992年の全国警察柔道選手権大会では軽量級で2位になった。1993年の体重別では決勝でJRAの秀島大介を破って優勝を飾った。引退後はインターナショナル審判員になるとともに、神奈川県柔道連盟の理事にも就任した。

## 主な戦績
- 1981年 -　インターハイ　団体戦　優勝
- 1982年 -　高校選手権　団体戦　2位
- 1983年 -　新人体重別　3位
- 1984年 -　新人体重別　3位
- 1985年　- 正力杯　3位
- 1989年　- 講道館杯　3位
- 1990年　- 講道館杯　2位
- 1990年 -　体重別　3位
- 1992年 -　全国警察柔道選手権大会　2位軽量級
- 1993年 -　体重別　優勝
- 1993年 -　全国警察柔道選手権大会　3位軽量級

(出典、JudoInside.com)。